# Özbahçe, Keçiborlu
Özbahçe là một xã thuộc huyện Keçiborlu, tỉnh Isparta, Thổ Nhĩ Kỳ. Dân số thời điểm năm 2011 là 73 người.